# 第16機械化歩兵師団 (ギリシャ軍)
第16機械化歩兵師団（だい16きかいかほへいしだん、英:16th Mechanized Infantry Division）は、ギリシャ陸軍の師団でトラキアに基地を置いている。設立年月日不明。

## 編成
- 師団司令部中隊
- 第21歩兵連隊
  - 第35通信大隊
  - 第221機甲大隊
  - 第617機械化歩兵大隊
  - 第618機械化歩兵大隊
  - 第35医療中隊
- 第4装甲騎兵大隊
- 師団砲兵コマンドユニット
  - 第163自走砲大隊
  - 第186観測砲兵中隊
  - 司令部中隊
- 第16通信中隊
- 第3機械化歩兵旅団
- 第30機械化歩兵旅団